# Bataille de Porlampi
Guerre de Continuation de la Seconde Guerre mondiale
Batailles
1941
- Carélie du Ladoga
- Isthme de Carélie
- Carélie orientale
- Silberfuchs
  - Renntier
  - Platinfuchs
  - Polarfuchs
- Kirkenes et Petsamo
- Hanko
- Bengtskär
- Porlampi

1942
- Suursaari
- Someri

1944
- Vyborg-Petrozavodsk
  - Tienhaara
  - Tali-Ihantala
  - Île de Nerva
  - Baie de Vyborg
  - Vuosalmi
  - Nietjärvi
  - Ilomantsi
  - Hokki

Campagnes de la mer Baltique
La bataille de Porlampi, également connue sous le nom de bataille de Porlammi, est un engagement militaire mené entre l'armée finlandaise et l'armée rouge du 30 août au 1er septembre 1941 sur l'isthme de Carélie. La bataille s'est déroulée près de la ville de Porlampi au cours du deuxième mois de la guerre de Continuation. Elle s'achève une victoire finlandaise qui mit effectivement fin à la reconquête de la Carélie.

## Contexte

### Guerre d'Hiver
Les conflits territoriaux entre l'Union soviétique et la Finlande provoquent le déclenchement de la guerre d'Hiver en novembre 1939. Plusieurs mois de combats s'ensuivent, durant lesquels l'Armée rouge parvient à repousser les défenseurs finlandais sur l'isthme de Carélie. Située sur la route principale menant au port vital de Vyborg, la ville de Porlampi est occupée par les Soviétiques en mars 1940 à la suite de la bataille de Summa (en).
Après la fin de la guerre d'Hiver en mars 1940, la Finlande est contrainte de céder une partie de la Carélie à l'Union soviétique, la ville de Porlampi étant localisée dans la zone des territoires cédés,.

### Guerre de Continuation
Le 22 juin 1941, la Wehrmacht débute l'opération Barbarossa, l'invasion planifiée de l'Union soviétique. Avant le début de l'opération, les officiers finlandais et allemands ont prévu une éventuelle participation finlandaise à la guerre contre l'Union soviétique. La Finlande mobilise 16 divisions d'infanterie, une brigade de cavalerie et deux brigades de jägers de l'armée finlandaise se rendent à la frontière nouvellement établie avec les Soviétiques le 21 juin et mènent le 22 juin l'opération Kilpapurjehdus (en), une action violant le traité de paix de Moscou. Le même jour, les bombardiers navals allemands minent les eaux autour de Léningrad, certains avions étant déployés depuis des aérodromes en Finlande. Le 25 juin, des bombardiers soviétiques frappent des aérodromes en Finlande et l'artillerie soviétique stationnée à Hanko tire sur des cibles finlandaises.
La situation frontalière devenant de plus en plus instable, l'armée finlandaise se prépare à entrer dans un conflit s'élargissant. Le 29 juin, Carl Gustaf Emil Mannerheim, maréchal de Finlande, forme l'armée de Carélie sous le commandement d'Erik Heinrichs. Les opérations de combat contre l'armée rouge et l'armée de l'air débutent le 1er juillet, la guerre étant déclarée le même jour. La première offensive finlandaise contre la Carélie du Ladoga débute le 10 juillet, une décision qui divise les zones d'occupation soviétique en Carélie en fronts distincts. Malgré les succès finlandais dans d'autres domaines, le IVe corps ne peut commencer son avance contre les Soviétiques jusqu'à ce que le IIe corps atteigne la rive nord du lac Ladoga le 9 août.
Une fois l'offensive lancée, l'objectif du IVe corps est la reconquête de la ville de Vyborg. Des plans sont élaborés pour lancer une offensive le 15 août, mais les mouvements des troupes soviétiques changent la situation. La 23e armée soviétique retire certaines de ses divisions de la frontière finlandaise, cherchant à utiliser la partie étroite de l'isthme de Carélie pour mieux utiliser sa supériorité numérique pour la défense. Les Finlandais reportent leur offensive jusqu'à ce que les Soviétiques abandonnent leurs fortifications, pour finalement frapper le 21 août. Le plan finlandais est modifié à mesure de l'évolution de la situation ; plutôt que d'attaquer Vyborg, le IVe corps manœuvre désormais autour du flanc nord de la ville et poursuit les Soviétiques en retraite jusqu'à la rivière Vuoksi,.
Le corps principal du IVe corps finlandais traverse la frontière au nord de Vyborg le 22 août et continue d'avancer vers la rivière Vuoksi dans les premiers jours de l'offensive. Le 24 août, la 8e division finlandaise franchit la baie de Viipuri, débarquant au sud de Vyborg et coupant la route côtière menant à la ville. Dans l'espoir de rétablir la liaison routière avec Vyborg, les 43e, 115e et 123e divisions de fusiliers soviétiques lancent une contre-offensive dirigée contre la 8e division finlandaise. Bien que largement en infériorité numérique, la brigade légère T bloque les Soviétiques pendant quelques heures cruciales tandis que le IVe corps avance vers le sud le 25 août. Au cours des jours suivants, les deux armées rassemblent leurs forces et se préparent à un engagement dans le terrain densément boisé autour de la ville de Porlampi, située entre les autoroutes côtières et centrales de Carélie.

## La bataille
La bataille débute lorsque des éléments avancés de la 43e division de fusiliers soviétique rencontrent la 8e division finlandaise dans les forêts autour de Porlampi le 30 août. Les deux camps appellent des renforts. Les Soviétiques ignorent (ou seulement partiellement) d'où proviennent les soldats qu'ils combattent (ceux-ci ont traversé la baie de Viipuri) et supposent à tort que la 8e division fait partie du corps principal du IVe corps – en réalité, le IVe avance sans opposition au nord et à l'est des divisions soviétiques, menaçant de se diriger vers le sud et d'encercler partiellement les forces soviétiques.
Au cours des plusieurs jours de combat dans la région de Porlampi, les Finlandais emploient des tactiques d'escarmouches motti pour contrer la supériorité numérique des Soviétiques. L'artillerie finlandaise aurait été particulièrement efficace pendant l'engagement car elle a neutralisé de nombreux véhicules soviétiques, bloquant les routes et créant des goulots d'étranglement,. Tard dans la journée du 30 août, la 43e division de fusiliers pousse la 8e division hors de Porlampi et dans le village voisin de Somme, situé à plusieurs kilomètres au nord-ouest. Dans cette zone, les combats se poursuivent toute la nuit. Le matin du 31 août, le corps principal du IVe corps arrive, attaquant la 123e division de fusiliers à Porlampi et la 115e division de fusiliers à Ylasomme, une action qui effondra le flanc nord de l'armée soviétique. Les Soviétiques sont repoussés et les forces finlandaises se préparent à les encercler. Cependant, la 8e division est toujours engagée dans de violents combats avec la 43e division de fusiliers au nord-ouest de la ville et ne parvient pas à achever l'encerclement. Utilisant à leur avantage le terrain fortement boisé, les 123e et 115e divisions de fusiliers soviétiques se retirent vers le sud-ouest en direction de Koivisto,. Vyborg tombe le 31 août, libérant davantage de forces finlandaises pour engager les forces restantes de la 23e armée. La 43e division de fusiliers, qui a avancé le plus à l'ouest, est presque entièrement détruite par les forces finlandaises le 1er septembre. Certains survivants se replient vers le sud et sont évacués de la côte de la mer Baltique par la marine soviétique en novembre.

### Pertes

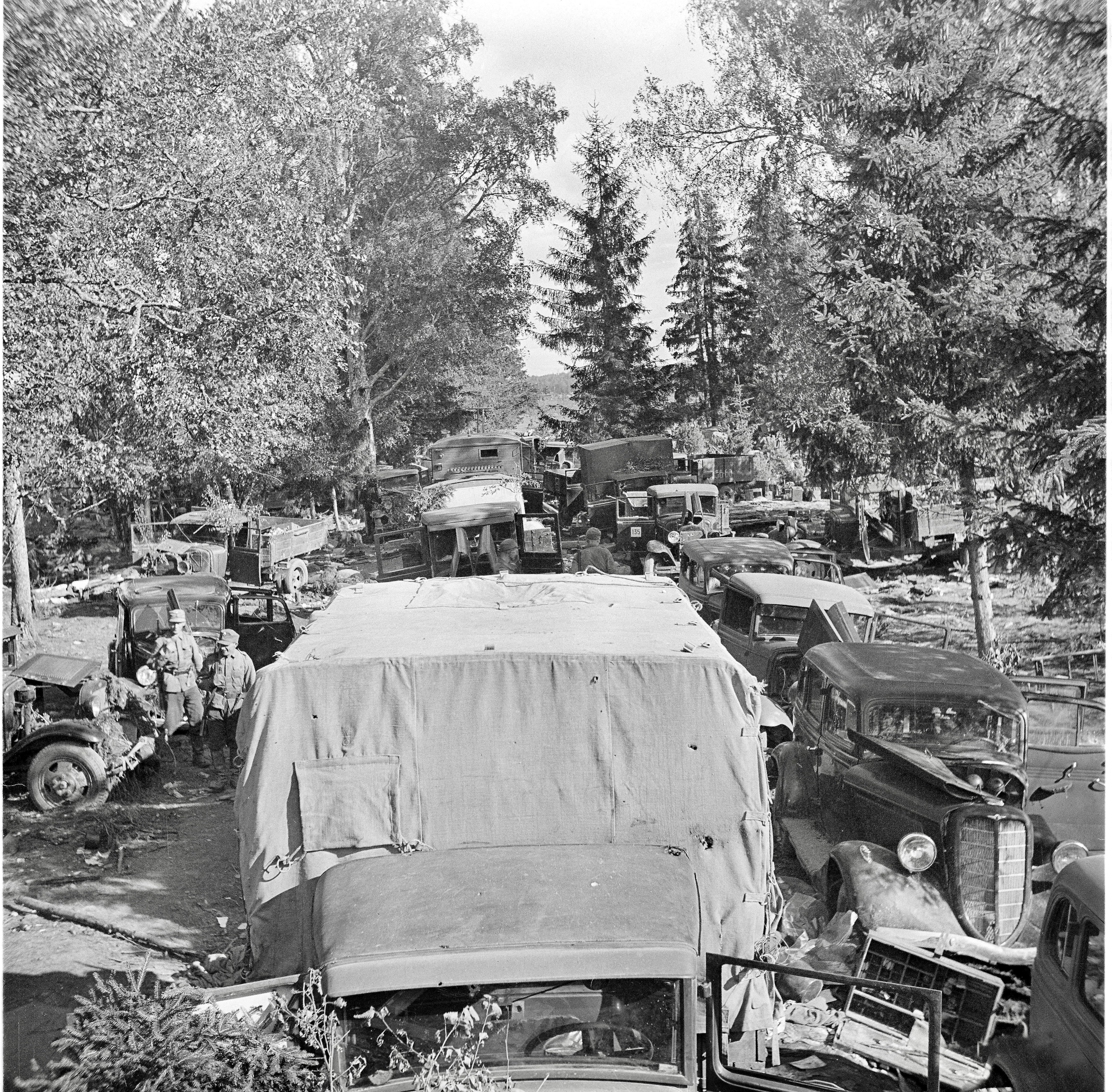
Équipement soviétique abandonné après l'encerclement de Porlampi.

L'Armée rouge compte 7 000 tués, 1 000 blessés et 9 000 capturés, principalement dans la 43e division de fusiliers anéantie. Le IVe corps finlandais dénombre 700 tués et 2 700 blessés. Les Finlandais saisissent une grande quantité de matériel soviétique lors de la bataille, dont 164 pièces d'artillerie de différents calibres. Les Finlandais réussissent également à capturer le major général Vladimir Kirpichnikov, étant le prisonnier de guerre soviétique le plus haut gradé capturé pendant la guerre d'Hiver et la guerre de Continuation.

## Conséquences

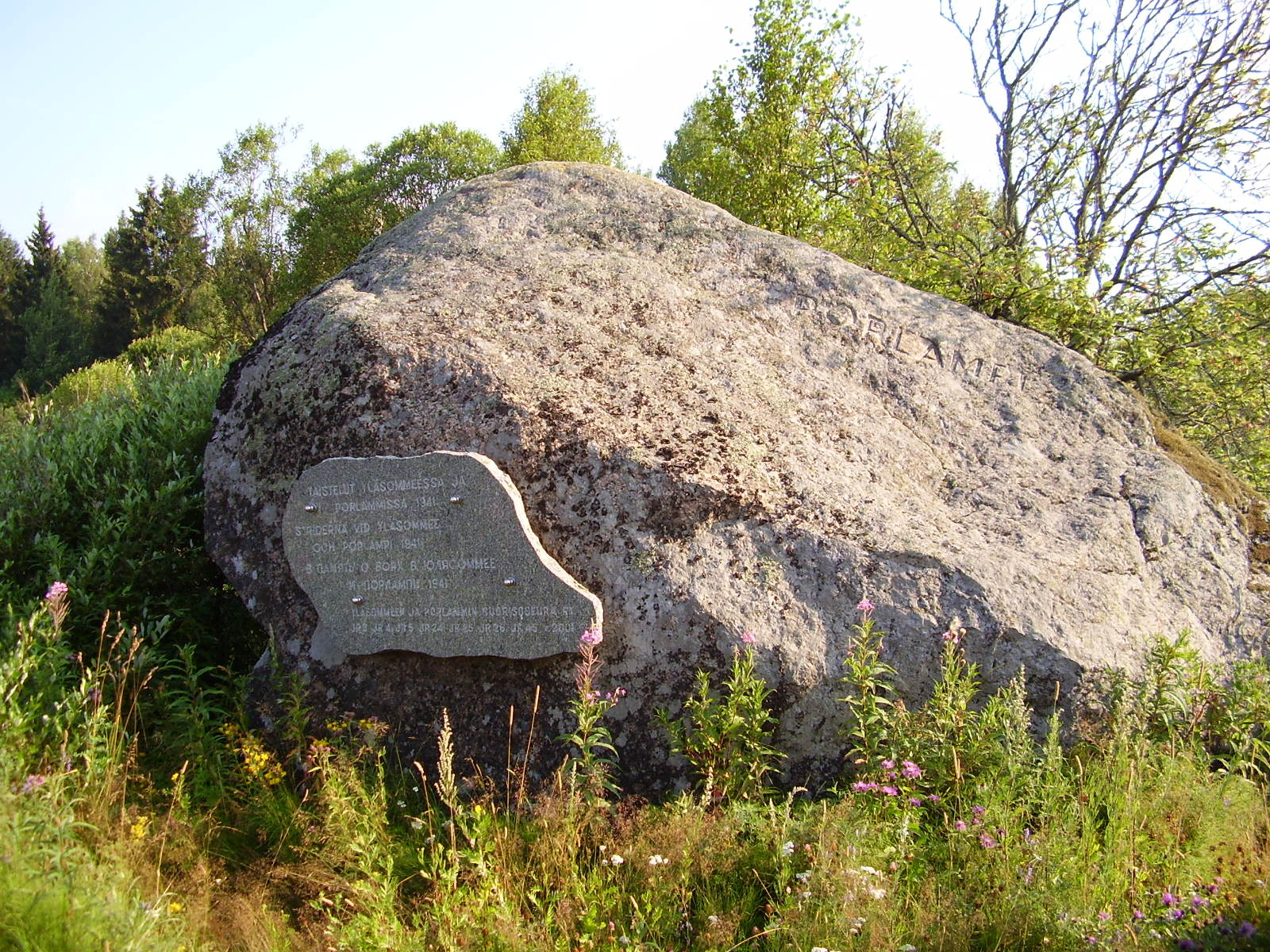
Monument en pierre commémorant la bataille.

L'armée finlandaise s'avance vers Koivisto après la victoire de Porlampi, capturant le port le 2 septembre. L'armée finlandaise déclina la proposition allemande d'attaquer Léningrad et l'offensive prit fin le 5 septembre.
Un mémorial dédié aux victimes de la bataille a été inauguré à l'extérieur de la ville moderne, connue sous le nom de Sveklovichnoïe depuis 1948. Le mémorial est un rocher sur lequel est inscrit la date et l'issue de la bataille.